# Apocalyptica (jeu vidéo)
Pour les articles homonymes, voir Apocalyptica (homonymie).
Apocalyptica est un jeu vidéo de tir à la troisième personne développé par Extreme FX et édité par Konami, sorti en 2003 sur Windows.

## Accueil
- Jeuxvideo.com : 10/20[1]